# Bülzig
Bülzig ist ein Ortsteil der Stadt Zahna-Elster im Landkreis Wittenberg in Sachsen-Anhalt.

## Geografie
Bülzig liegt etwa sieben Kilometer nordöstlich von Lutherstadt Wittenberg. Der Ort wird im Norden, Osten und Süden vom Bülziger Graben umflossen, der im Bereich der Ackerflächen im Süden auf einer Länge von ca. 1,6 km verrohrt ist.

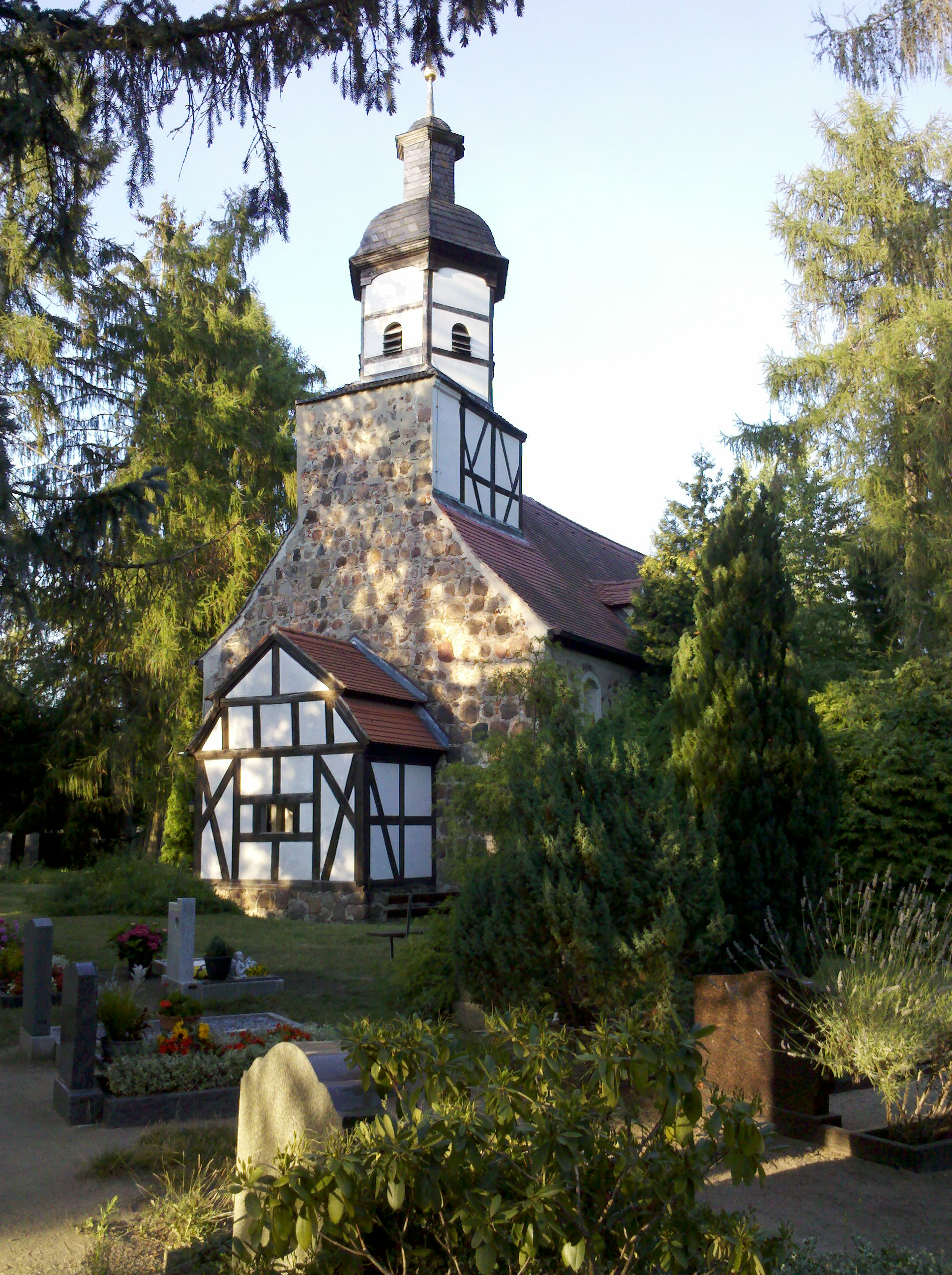
Kirche Bülzig

## Geschichte
Im 19. Jahrhundert zogen Tuchmacher von Wittenberg nach Bülzig und nutzten ein Industriegebäude in der heutigen Schloßstraße. Bereits vorher war Bülzig durch seine Töpfereien und Ziegeleien bekannt.
Am 1. Juli 1950 wurde die bis dahin eigenständige Gemeinde Woltersdorf nach Bülzig eingegliedert.
Bülzig war eine selbstständige Gemeinde, die seit 2005 der Verwaltungsgemeinschaft Elbaue-Fläming angehörte. Sie wurde am 1. Juli 2008 in die Stadt Zahna eingegliedert. Seit der Bildung der Stadt Zahna-Elster im Jahr 2011 ist Bülzig deren Ortsteil und gehört dort zur Ortschaft Zahna.

## Politik
Letzter Bürgermeister der Gemeinde war Hans-Helmar Mordelt.

## Verkehr
Bülzig liegt an der Landesstraße L 126 zwischen Lutherstadt Wittenberg und Zahna.
Der Bahnhof Bülzig liegt an der Eisenbahnstrecke Berlin – Lutherstadt Wittenberg – Halle (Saale), der Anhalter Bahn. Er wird von der Regional-Express-Linie RE 3 (Schwedt (Oder)–Berlin–Lutherstadt Wittenberg) der DB Regio angefahren.

## Sehenswürdigkeiten

### Kirche
Die Kirche von Bülzig ist ein rechteckiges chorloses Feldsteinbauwerk, das vermutlich um 1300 entstanden ist. Es zeigt im Osten eine Dreifenstergruppe, nach Norden eine ehemals spitzbogige Pforte, die später zu einem Fenster umgebaut wurde. Zu Beginn des 18. Jahrhunderts wurde das Bauwerk barock verändert, wobei über dem Westgiebel ein Fachwerkturm erbaut wurde, der mit einem oktogonalen Aufsatz, einer Kuppelhaube und einer verschieferten Laterne bekrönt ist. Weiterhin wurden dei Fenster auf der Südseite erweitert, im Norden ein Oculus und ein Sakristeianbau eingerichtet. Im Westen entstand ein Eingangsvorbau in Fachwerk mit Mansarddach.
Innen ist die Kirche mit einem hölzernen Tonnengewölbe geschlossen; Emporen sind im Westen und im Norden eingebaut, die westliche mit vorschwingender Brüstung. Vom ehemals barocken Altaraufsatz sind das Altarblatt mit Christus in Gethsemane und eine Tafel mit dem Schweißtuch der Veronika erhalten, die letztere auf dem Kirchenboden. Eine polygonale Kanzel und ein gotischer achteckiger Taufstein vervollständigen die Ausstattung.

## Persönlichkeiten
- Reiner Haseloff (* 1954), Ministerpräsident des Landes Sachsen-Anhalt, in Bülzig geboren
- Frank Wartenberg (* 1955), Leichtathlet, in Bülzig geboren